# Michael Thwaite
Michael Errol Thwaite (ur. 2 maja 1983 w Brisbane) – australijski piłkarz występujący na pozycji obrońcy lub pomocnika, reprezentant Australii w latach 2005–2013.

## Kariera klubowa

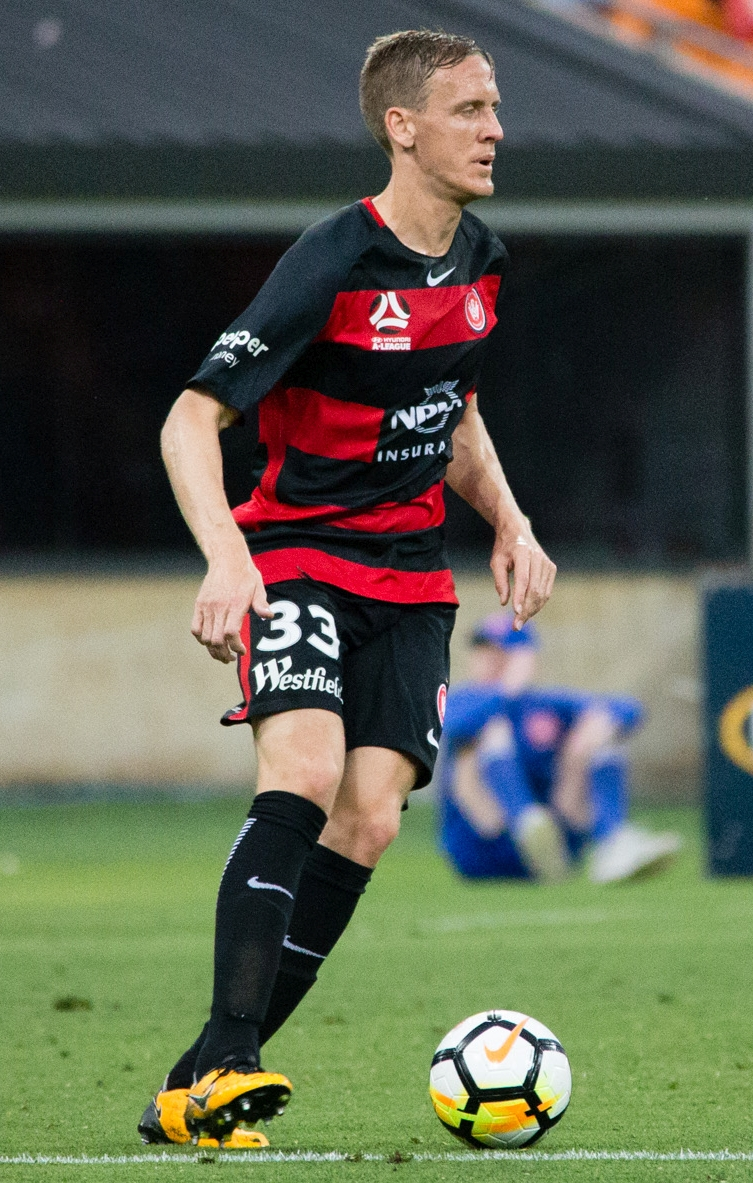
Thwaite w barwach Western Sydney Wanderers FC (2018)

Karierę na poziomie seniorskim rozpoczął w 2001 roku w klubie Edge Hill-Saints z Cairns. Następnie przez rok występował w Sydney Uni SFC. W latach 2002–2004 grał w Marconi Stallions FC, następnie przeniósł się do Rumunii do Naționalu Bukareszt. Po dwóch latach podpisał kontrakt z wicemistrzem Polski – Wisłą Kraków. Po podpisaniu przez Thwaite'a kontraktu z Wisłą działacze Naționalu, nie godząc się ze stratą utalentowanego prawego obrońcy, złożyli do FIFA skargę na Wisłę o to, że podpisała z nim kontrakt przed czasem. Michael w dwóch różnych kontraktach miał dwie różne daty zakończenia kontraktu – w jednej do 31 maja 2006, w drugiej do 31 grudnia 2006. Padły podejrzenia, że Național sfałszował umowę z piłkarzem, a FIFA przyznała rację Wiśle Kraków. W polskiej lidze zagrał w 6 meczach.
Na początku sezonu 2007/08 Australijczyk nie mieścił się w meczowej kadrze. Później zajmował miejsce na ławce rezerwowych. Ostatecznie przeniósł się do mistrza Norwegii SK Brann. Następnie grał Melbourne Victory FC, dokąd został wypożyczony z norweskiego klubu i gdzie wywalczył mistrzostwo Australii. W latach 2009–2012 występował w Gold Coast United FC, a w 2012 roku został zawodnikiem Perth Glory FC. W 2016 przeszedł do Liaoning Whowin, a w 2017 do Western Sydney Wanderers FC. W latach 2018–2020 ponownie był graczem Gold Coast United FC.

## Kariera reprezentacyjna
9 października 2005 Thwaite zadebiutował w reprezentacji Australii w meczu towarzyskim przeciwko Jamajce, wygranym 5:0. Wcześniej grał w drużynach młodzieżowych, m.in. w eliminacjach olimpijskich w 2004 roku. Z powodu braku regularnych występów w drużynie klubowej, trener Australii Guus Hiddink nie powołał go na Mistrzostwa Świata 2006 w Niemczech. Ogółem w latach 2005–2013 zanotował w zespole narodowym 14 występów, nie zdobył w nich żadnej bramki.

## Życie prywatne
Urodził się w Brisbane, skąd w wieku 2 lat przeniósł się z rodziną do Cairns, gdzie mieszkał do momentu podjęcia studiów.

## Sukcesy
Melbourne Victory FC
- mistrzostwo Australii: 2008/09